# Roannais Basket Féminin
Le Roannais Basket Féminin est un club français de basket-ball féminin de Roanne évoluant en NF1.

## Historique
Le Roannais Basket Féminin est issu d'une entente entre les clubs de Riorges et du Coteau qui existe depuis 2002, l'Union Loire Nord Le Coteau-Riorges. En 2010, l'Union prendra le nom de RCRBF (Roanne-Le Coteau-Riorges Basket Féminin) avant de devenir, en 2015, le Roannais Basket Féminin.  
Les premiers exploits du club commencent lors de la saison 2013-2014, lors de laquelle le RCRBF remporte le championnat de NF2 après avoir fait l’ascenseur entre la NF3 et la NF2 pendant de nombreuses années.   
Lors de la saison 2014-2015, le RCRBF, pour sa première saison en NF1, accueille le coach Olivier Hirsch et l'internationale Sénégalaise Awa Gueye qui mèneront l'équipe jusqu'aux Plays-Off.   
La saison 2015-2016 est celle de la création du club en tant que Roannais Basket Féminin et sera celle de tous les titres puisque le club remporte la Coupe de France et le Championnat de France de NF1 avec un accès au monde professionnel et à la Ligue Féminine 2 à la clé.  
La saison 2016-2017 sera plus compliquée. Malgré un bon recrutement (Jessica Clemençon, Withney Miguel), le club n'arrivera pas à se maintenir en LF2.  
Pour la saison 2017-2018, le club évolue en NF1 et termine à une très belle 3ème place.        
La saison 2018-2019 verra le RBF finir 5e de NF1 et remporter la Coupe de la Ligue AURA secteur Lyonnais.        
Juste avant la fin de saison 2022-2023 un tournant bouleverse le club, avec le départ d'Olivier Hirsch, son assistant Vincent DUPUIS assure l'intérim jusqu'à la fin de saison et reprendra le poste de coach principal pour la saison 2023-2024, avec une cinquième place dans leur poule du championnat NF1.        
L'équipe réserve, sacrée championne de la ligue Auvergne-Rhône-Alpes 2023-2024 en PNF, accède au championnat NF3 pour la saison 2024-2025, encadrée par Mélissa FALE.                
L'activité du centre de formation, la "PINK ACADEMY", commence a récolter le fruit du travail effectué au sein du club, après de multiples accès les saisons précédentes, en final 4 élite , en catégorie U18 élite, U15 élite, également en phase finales du championnat de ligue AURA, pour les catégories U13, U15 et U18.                
Pour la saison 2023-2024: l'équipe U18 élite est championne de France groupe B pour la deuxième année consécutive, les équipes région AURA, sont championnes en catégorie: PNF, U15 R1, U13 R1, seule l'équipe U18 R1 échoue en 1/2 finale.                
La dernière saison 2024-2025 n'aura pas permis de rester en championnat de France NF1, l'équipe fanion n'a pas su trouver les ressources sportives pour se maintenir et termine dernière de sa poule avec une relégation sportive en NF2.                
Du côté de la "PINK ACADEMY", malgré des participations aux phases Finales pour les équipes en championnat ligue AURA, aucun titre n'aura été remporté par les pinkettes, l'équipe U18 élite termine bien classée en championnat de France groupe A.                
Seule l'équipe réserve en championnat départemental et en CTC avec le club de basket de l' ASSM basket, va remporter le titre de sa catégorie.                
Depuis juillet 2025, Le club Roannais Basket Féminin a été liquidé, la décision de relégation en championnat régional décidée par la Commission de Contrôle de Gestion de la FFBB a ruiné toutes possibilités de financement par les partenaires toujours présent jusqu'à cette dernière saison 2024-2025.                
Le club étant dans l'incapacité de financer une masse salariale importante et le fonctionnement des équipes en championnat de France, notamment  pour la formation de l'équipe U18 élite, l'aventure du "RBF" s'éteint en 2025 au grand regret de beaucoup.                
Le club reconnu nationalement pour sa "PINK ACADEMY" et les fameuses "Pink Ladies" aura marqué par ses 10 années d'existence, le basket féminin dans la Loire, la région AURA, et le basket national.                
De grandes joueuses passées par le RBF, sont présentes au plus haut niveau du basket féminin sur les championnats nationaux et internationaux, les "pinkettes" passées par le RBF rayonnent elles aussi sur les championnats nationaux et régionaux.                
"A COEUR VAILLANT, RIEN D'IMPOSSIBLE!" (JP POYET)

## Palmarès
- Champion de France Nationale 2 Féminin : 2014
- Champion de France Nationale 1 Féminine : 2016
- Vainqueur de la Coupe de France Nationale : 2016

## Joueurs et personnalités du club

### Dirigeants successifs
- 2010-sept. 2015:  Jean-Marc Detour[2]
- Sept. 2015-déc. 2016:  José Menargues[3]
- Janv. 2017-Juill. 2025:  Pierre Vacher et Éric Leclerc[4]

### Entraîneurs
- 2013-mars 2023 :  Olivier Hirsch[5]
- Mars 2023-Juin 2025 :  Vincent Dupuis[6]

### Effectif 2024-2025
https://www.facebook.com/photo/?fbid=1117541573274682&set=a.242707100758138